# Guinness Storehouse
El Guinness Storehouse és una atracció turística de l'empresa Guinness Brewery situada a Dublín, Irlanda. Des de la seva obertura el 2000, ha rebut més de vint milions de visitants.

## Descripció
Es poden visitar set pisos envoltant un atri de vidre en forma de pinta de Guinness. La planta baixa presenta els quatre ingredients de la cervesa (aigua, ordi, llúpol i llevat), i el fundador de la cervesa, Arthur Guinness. Altres pisos presenten la història de la publicitat de la marca i inclouen una exposició interactiva sobre begudes responsables. El setè pis acull el Gravity Bar amb vistes a Dublín i on els visitants poden beure una pinta de Guinness inclosa en el preu de l'entrada.
A la base de l'atri hi ha una còpia de l'arrendament de 9.000 anys signat per Arthur Guinness a l'espai que ocupa la cerveseria. Al bar Perfect Pint, els visitants poden aprendre a servir-se una pinta i imprimir el seu selfie a sobre d'una pinta. El Bar de Cerveseria del cinquè pis inclou cuina irlandesa, que utilitza Guinness tant en la cuina com a acompanyament del menjar.

## Història
L'edifici en el qual es troba el magatzem va ser construït el 1902 com a planta de fermentació de la cerveseria. Va ser inspirat amb l'Escola d'Arquitectura de Chicago i va ser el primer edifici de diversos pisos d'acer construït a Irlanda. L'edifici es va utilitzar de manera continuada com a planta de fermentació de la cerveseria fins al seu tancament el 1988, quan es va completar una nova planta de fermentació a prop del riu Liffey.
El 1997, es va decidir convertir l'edifici en el Guinness Storehouse, substituint la Guinness Hop Store com a atracció turística. El disseny de l'edifici va ser realitzat per la firma de disseny del Regne Unit Imagination en col·laboració amb la firma d'arquitectes RKD de Dublín, i el magatzem es va obrir al públic el 2 de desembre del 2000. L'agost del 2006 es van invertir 2,5 milions d'euros en una instal·lació multimèdia basada en tecnologia en viu que mostra el procés modern de cervesa per a Guinness, dissenyat per Event Communications.